# Клейтон (Нью-Мексико)
Клейтон (англ. Clayton) — місто (англ. town) в США, в окрузі Юніон штату Нью-Мексико. Населення — 2643 особи (2020).

## Географія
Клейтон розташований за координатами 36°26′29″ пн. ш. 103°9′4″ зх. д. / 36.44139° пн. ш. 103.15111° зх. д. (36.441393, -103.151141).  За даними Бюро перепису населення США в 2010 році місто мало площу 21,06 км², з яких 21,02 км² — суходіл та 0,04 км² — водойми.

## Демографія
Згідно з переписом 2010 року, у місті мешкало 2980 осіб у 1025 домогосподарствах у складі 623 родин. Густота населення становила 141 особа/км².  Було 1347 помешкань (64/км²).
Расовий склад населення:
| - 75,9 % — білих - 2,7 % — корінних американців - 2,6 % — чорних або афроамериканців - 0,5 % — азіатів - 15,6 % — осіб інших рас |

До двох чи більше рас належало 2,6 %. Частка іспаномовних становила 51,1 % від усіх жителів.
За віковим діапазоном населення розподілялося таким чином: 19,4 % — особи молодші 18 років, 64,0 % — особи у віці 18—64 років, 16,6 % — особи у віці 65 років та старші. Медіана віку мешканця становила 39,0 року. На 100 осіб жіночої статі у місті припадало 145,5 чоловіків;  на 100 жінок у віці від 18 років та старших — 154,6 чоловіків також старших 18 років.
Середній дохід на одне домашнє господарство  становив 38 823 долари США (медіана — 32 279), а середній дохід на одну сім'ю — 47 195 доларів (медіана — 37 833). Медіана доходів становила 30 625 доларів для чоловіків та 30 574 долари для жінок. За межею бідності перебувало 20,1 % осіб, у тому числі 27,1 % дітей у віці до 18 років та 12,4 % осіб у віці 65 років та старших.
Цивільне працевлаштоване населення становило 1071 осіб. Основні галузі зайнятості: освіта, охорона здоров'я та соціальна допомога — 27,4 %, публічна адміністрація — 18,8 %, мистецтво, розваги та відпочинок — 11,3 %, роздрібна торгівля — 9,7 %.